# Jack Black
Thomas Jacob „Jack“ Black (* 28. August 1969 in Santa Monica, Kalifornien) ist ein US-amerikanischer Schauspieler, Komiker und Sänger von Tenacious D.

## Kindheit und Jugend
Thomas Jacob Black wurde 1969 in Santa Monica als Sohn der beiden Ingenieure Thomas William Black und Judith Love Cohen, die damals am Apollo-Programm mitarbeitete, geboren. Seine Mutter war jüdischer Herkunft und sein ursprünglich christlicher Vater konvertierte später ebenfalls zum jüdischen Glauben. Black wurde im jüdischen Glauben erzogen und feierte in seiner Jugend eine Bar Mitzwa.
Blacks Eltern ließen sich scheiden, als ihr Sohn zehn Jahre alt war. Black lebte von da an hauptsächlich bei seinem Vater in Culver City, besuchte jedoch auch seine Mutter regelmäßig. Seine Eltern ermöglichten ihm den Besuch einer Privatschule. Zunächst begann Black ein Studium an der UCLA, welches er später aber zugunsten seiner Karriere im Showbusiness abbrach.

## Filmkarriere

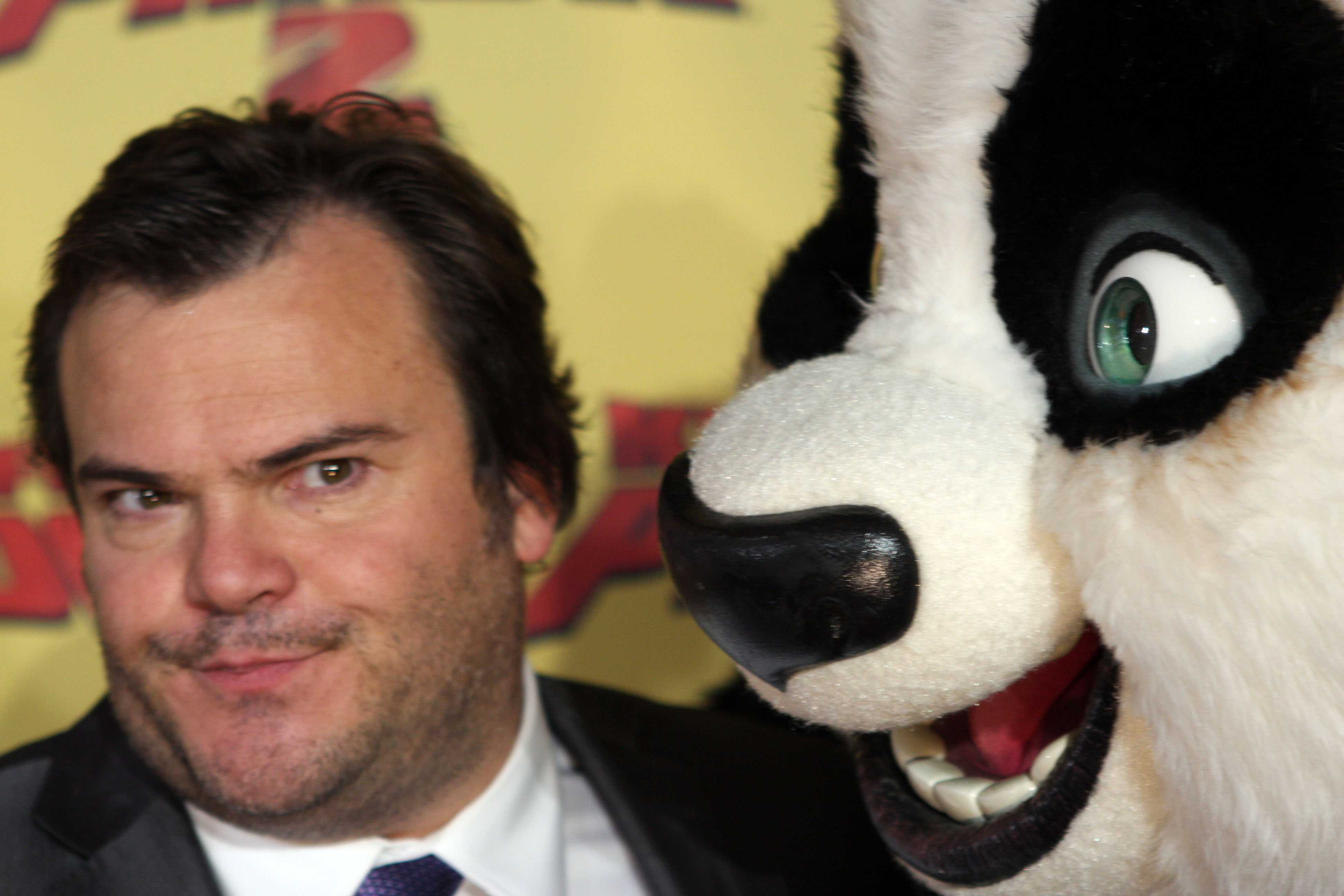
Black bei der Premiere von Kung Fu Panda 2 im Juni 2011

Bereits im Alter von dreizehn Jahren war Black in einer Fernsehwerbung für das Videospiel Pitfall! zu sehen. 1992 folgten die ersten Rollen fürs Fernsehen, als auch Kino; letztere in Tim Robbins' Debüt als Regisseur und Drehbuchautor, Bob Roberts. Anschließend setzte er seine Karriere überwiegend als Fernsehschauspieler fort und trat in verschiedenen Fernsehserien wie Alles Okay, Corky?, Ausgerechnet Alaska, Mr. Show with Bob and David und Picket Fences – Tatort Gartenzaun auf. Als Filmschauspieler agierte er in den 1990er Jahren zumeist in Nebenrollen. Unter anderem war er in Filmen wie Demolition Man (1993), Waterworld (1995), Mars Attacks! (1996), Der Schakal (1997) und Der Staatsfeind Nr. 1 (1998) zu sehen.
Um die Jahrtausendwende herum schaffte Black allmählich den Sprung vom Neben- zum Hauptdarsteller und konnte in weiteren Filmprojekten größere Rollen bekommen: Mit der Rolle des Barry in der Filmkomödie High Fidelity, in welchem er neben John Cusack agierte, schaffte er im Jahr 2000 den Durchbruch. Es schlossen sich Hauptrollen in weiteren Filmen (zumeist wieder Filmkomödien) an. So war Black in den Filmen Schwer verliebt (2001), Nix wie raus aus Orange County (2002), School of Rock (2003) und Neid zu sehen.
Einen weiteren Höhepunkt Blacks Filmkarriere stellte der Film King Kong von 2005 dar, in welchem er den skrupellosen Filmemacher Carl Denham verkörperte. Es schlossen sich weitere Filme an, von denen die meisten wieder Komödien waren: So spielte Black in Filmen wie Nacho Libre und Liebe braucht keine Ferien (beide 2006), Year One – Aller Anfang ist schwer (2009) und Gullivers Reisen – Da kommt was Großes auf uns zu (2010); wieder zumeist in der Hauptrolle.
Außerdem verkörperte er in Jumanji: Willkommen im Dschungel (2017) sowie Jumanji: The Next Level (2019) die Rolle des Spiele-Avatars Professor Sheldon "Shelly" Oberon. Diese beiden Filme sind direkte Fortsetzungen bzw. Neuinterpretationen von Jumanji aus 1995, in dem Robin Williams die Hauptrolle spielte. In der Videospielverfilmung Ein Minecraft Film (2025) zum gleichnamigen Computerspiel spielt Black als Steve eine der Hauptfiguren.
Daneben war Black auch über die Jahre stets als aktiver Synchronsprecher für Trickfiguren aus verschiedenen Animationsfilmen sowie Videospielen bekannt: So lieh er in den Kinderfilmen Ice Age (2002), Kung Fu Panda (2008), Kung Fu Panda 2 (2011), Die Muppets (2011) und Kung Fu Panda 3 (2016) unterschiedlichen Charakteren seine Stimme. Für das Videospiel Brütal Legend (2009) des Entwicklerstudios Double Fine Productions stellte Black sowohl Gesichtszüge als auch Stimme dem Protagonisten zur Verfügung. In dem Videospiel Broken Age (2014) von Tim Schafer lieh er dem Charakter Harm’ny Lightbeard die Stimme.
Jack Black wird zu der Schauspielergruppe Frat Pack gezählt, sodass er mit den anderen Schauspielern dieser Gruppe oft gemeinsam in Erscheinung tritt.
Die deutsche Synchronstimme von Jack Black ist meistens Tobias Meister.

## Musikalische Laufbahn
Black, als Musiker auch unter dem Kürzel „JB“ bekannt, ist Leadsänger der Zwei-Mann-Rockband Tenacious D, die er 1994 mit seinem Kollegen Kyle Gass ins Leben gerufen hatte. Zusammen hat das Duo in der Vergangenheit bisher vier verschiedene Alben herausgebracht: Tenacious D (2001), The Pick of Destiny (2006), Rize of the Fenix (2012) und Post-Apocalypto (2018). Mehrere Lieder aus diesen Alben wurden zudem für verschiedene Videospiele verwendet.
Unter der Regie von Liam Lynch entstand 2006 (basierend auf der gleichnamigen Band von Black und Gass) die Musikkomödie Kings of Rock – Tenacious D, in welcher beide Bandmitglieder die Hauptrolle spielten. Auch andere bekannte Frat-Pack-Schauspieler wie Ben Stiller und Tim Robbins hatten Cameo-Auftritte in dem Film. Die Kritiken fielen gemischt aus. In erster Linie wurde der Film wegen seiner sexuellen Anspielungen und der Darstellung von Drogenmissbrauch kritisiert.
Daneben trat Black auch immer wieder in den Musikvideos anderer Bands und Sänger auf. Bereits 1999 war er in dem Musikvideo zu Learn to Fly (von den Foo Fighters) sowie in einem weiteren Video des Musikers Beck zu sehen gewesen. Einen weiteren Auftritt bei den Foo Fighters hatte er 2003 in deren Video zum Song Low. 2014 hatte er einen weiteren Gastauftritt im Musikvideo zum Song Ugly Boy von der Band Die Antwoord. Außerdem trat er in dem Musikvideo Humility (2018) von Gorillaz auf.
Weitere Zusammenarbeit hatte Black im Jahr 2000 mit der Punk-Rock-Band The Vandals, für deren Song Fourteen er die Background Vocals sang. Auf der 2004 erschienenen CD Probot, einem von Foo-Fighters-Gründer Dave Grohl veröffentlichen Metal-Projekt, sang Jack Black den Bonustrack I am the Warlock. Weitere Zusammenarbeiten hatte er auch mit Eagles of Death Metal (2006) und The Lonely Island (2009). Des Weiteren produzierte Black ein Cover von Marvin Gayes Song-Klassiker Let’s Get It On.
Seit dem 21. Dezember 2018 betreibt Jack Black einen eigenen YouTube-Kanal namens Jablinski Games, welcher sich hauptsächlich mit Gaming und Popkultur beschäftigt.

## Privates
Seit dem 14. März 2006 ist Jack Black mit Tanya Haden, einer Cellistin und Tochter der Jazz-Größe Charlie Haden, verheiratet. Die beiden kennen einander bereits seit dem gemeinsamen Besuch der privaten Crossroads-Highschool. Aus ihrer Beziehung gingen zwei gemeinsame Söhne (geboren 2006 und 2008) hervor.

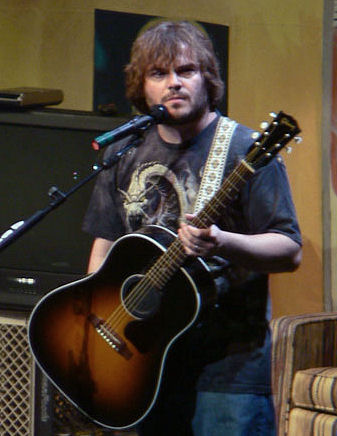
Black als Musiker (2006)

## Filmografie (Auswahl)
- 1992: Golden Palace (1 Folge)
- 1992: Bob Roberts
- 1993: Ausgerechnet Alaska (Northern Exposure, Fernsehserie, Episode 5x05)
- 1993: Cool Blades – nur der Sieg zählt (Airborne)
- 1993: True Romance (gelöschte Szenen)
- 1993: Demolition Man
- 1994: Die unendliche Geschichte III – Rettung aus Phantásien (The Never Ending Story III: Escape from Fantasia)
- 1995: Waterworld
- 1995: Akte X – Die unheimlichen Fälle des FBI (The X-Files, Fernsehserie, Episode 3x03)
- 1995: Dead Man Walking – Sein letzter Gang (Dead Man Walking)
- 1995–1996: Picket Fences – Tatort Gartenzaun (Picket Fences, Fernsehserie, 2 Episoden)
- 1996: Bud & Doyle: Total bio. Garantiert schädlich. (Bio–Dome)
- 1996: Cable Guy – Die Nervensäge (The Cable Guy)
- 1996: The Fan
- 1996: Mars Attacks!
- 1997: Der Schakal (The Jackal)
- 1997: Bongwater
- 1998: Der Staatsfeind Nr. 1 (Enemy of the State)
- 1998: Ich weiß noch immer, was du letzten Sommer getan hast (I Still Know What You Did Last Summer)
- 1999: Das schwankende Schiff (Cradle Will Rock)
- 1999: Jesus’ Son
- 2000: High Fidelity
- 2001: Zickenterror – Der Teufel ist eine Frau (Saving Silverman)
- 2001: Schwer verliebt (Shallow Hal)
- 2001: Nix wie raus aus Orange County (Orange County)
- 2002: Ice Age (Stimme von Zeke)
- 2003: School of Rock
- 2004: Neid (Envy)
- 2004: Anchorman – Die Legende von Ron Burgundy (Anchorman: The Legend of Ron Burgundy)
- 2004: Große Haie – Kleine Fische (Shark Tale, Stimme von Lenny)
- 2005: King Kong
- 2006: Nacho Libre
- 2006: Kings of Rock – Tenacious D (Tenacious D in The Pick of Destiny)
- 2006: Liebe braucht keine Ferien (The Holiday)
- 2007: Margot und die Hochzeit (Margot at the Wedding)
- 2007: Walk Hard: Die Dewey Cox Story (Walk Hard: The Dewey Cox Story)
- 2008: Abgedreht (Be Kind Rewind)
- 2008: Kung Fu Panda (Stimme von Po)
- 2008: Tropic Thunder
- 2009: Das Büro (The Office, Fernsehserie, Episoden 5x14–5x15)
- 2009: Year One – Aller Anfang ist schwer (Year One)
- 2010: Community (Fernsehserie, Episode 1x13)
- 2010: iCarly (Fernsehserie, Episoden 4x06–4x07)
- 2010: Gullivers Reisen – Da kommt was Großes auf uns zu (Gulliver’s Travels)
- 2011: Kung Fu Panda 2 (Stimme von Po)
- 2011: Fight for Your Right Revisited
- 2011: Bernie – Leichen pflastern seinen Weg (Bernie)
- 2011: Ein Jahr vogelfrei! (The Big Year)
- 2011: Die Muppets (The Muppets)
- 2013–2018: Drunk History (Fernsehserie, 5 Folgen)
- 2014: Sex Tape
- 2014: The Sheik (Dokumentarfilm)
- 2015: The D Train
- 2015: The Brink – Die Welt am Abgrund (The Brink, Fernsehserie, 10 Episoden)
- 2015: Workaholics (Fernsehserie, Episode 5x07)
- 2015: Gänsehaut (Goosebumps)
- 2016: Kung Fu Panda 3 (Stimme von Po)
- 2017: Jumanji: Willkommen im Dschungel (Jumanji: Welcome to the Jungle)
- 2017: Tommy Can’t Sleep (Kurzfilm)
- 2018: Don’t Worry, weglaufen geht nicht (Don’t Worry, He Won’t Get Far on Foot)
- 2018: The Polka King
- 2018: Das Haus der geheimnisvollen Uhren (The House with a Clock in Its Walls)
- 2018: Gänsehaut 2 – Gruseliges Halloween (Goosebumps 2: Haunted Halloween)
- 2019: Jumanji: The Next Level
- 2021: Happily (Produzent)
- 2022: Apollo 10 ½: Eine Kindheit im Weltraumzeitalter (Apollo 10 ½: A Space Age Childhood)
- 2022: Weird: Die Al Yankovic Story (Weird: The Al Yankovic Story)
- 2023: Der Super Mario Bros. Film (The Super Mario Bros. Movie, Stimme von Bowser)
- 2023: The Mandalorian (Fernsehserie, Episode 3x06)
- 2024: Kung Fu Panda 4 (Stimme von Po)
- 2024: Borderlands (Stimme von Claptrap)
- 2024: Dear Santa – Teuflische Weihnachten (Dear Santa)
- 2025: Ein Minecraft Film (A Minecraft Movie)

## Auszeichnungen
- 2000: Blockbuster Entertainment Award für High Fidelity[5]
- 2003: MTV Movie Award für School of Rock[5]
- 2005: Spike Video Game Awards: Beste männliche Darstellung in einem Computerspiel für Peter Jackson’s King Kong: The Official game of the Movie[6]
- 2008: Boston Society of Film Critics Award für Tropic Thunder[7]
- 2009: Spike Video Game Awards: Beste Synchronisation für Eddie Riggs im Computerspiel Brütal Legend.[8]
- 2011: Goldene Himbeere Nominierung für Gullivers Reisen – Da kommt was Großes auf uns zu als Schlechtester Schauspieler
- 2013: Golden-Globe-Nominierung für Bernie – Leichen pflastern seinen Weg als Bester Hauptdarsteller – Komödie/Musical
- Am 18. September 2018 wurde er mit dem 2645. Stern auf dem Hollywood Walk of Fame geehrt.[9]
- 2025: Goldene Himbeere Nominierung für Dear Santa – Teuflische Weihnachten als Schlechtester Schauspieler
- 2025: Goldene Himbeere Nominierung für Borderlands als Schlechtester Nebendarsteller
- 2025: Goldene Himbeere Nominierung für Borderlands als Schlechtestestes Leinwandpaar